# Liste von Burgen, Schlössern und Festungen im Département Lot-et-Garonne
Die Liste von Burgen, Schlössern und Festungen im Département Lot-et-Garonne listet bestehende und abgegangene Anlagen im Département Lot-et-Garonne auf. Das Département zählt zur Region Nouvelle-Aquitaine in Frankreich.

Wappen des Départements Lot-et-Garonne (47)
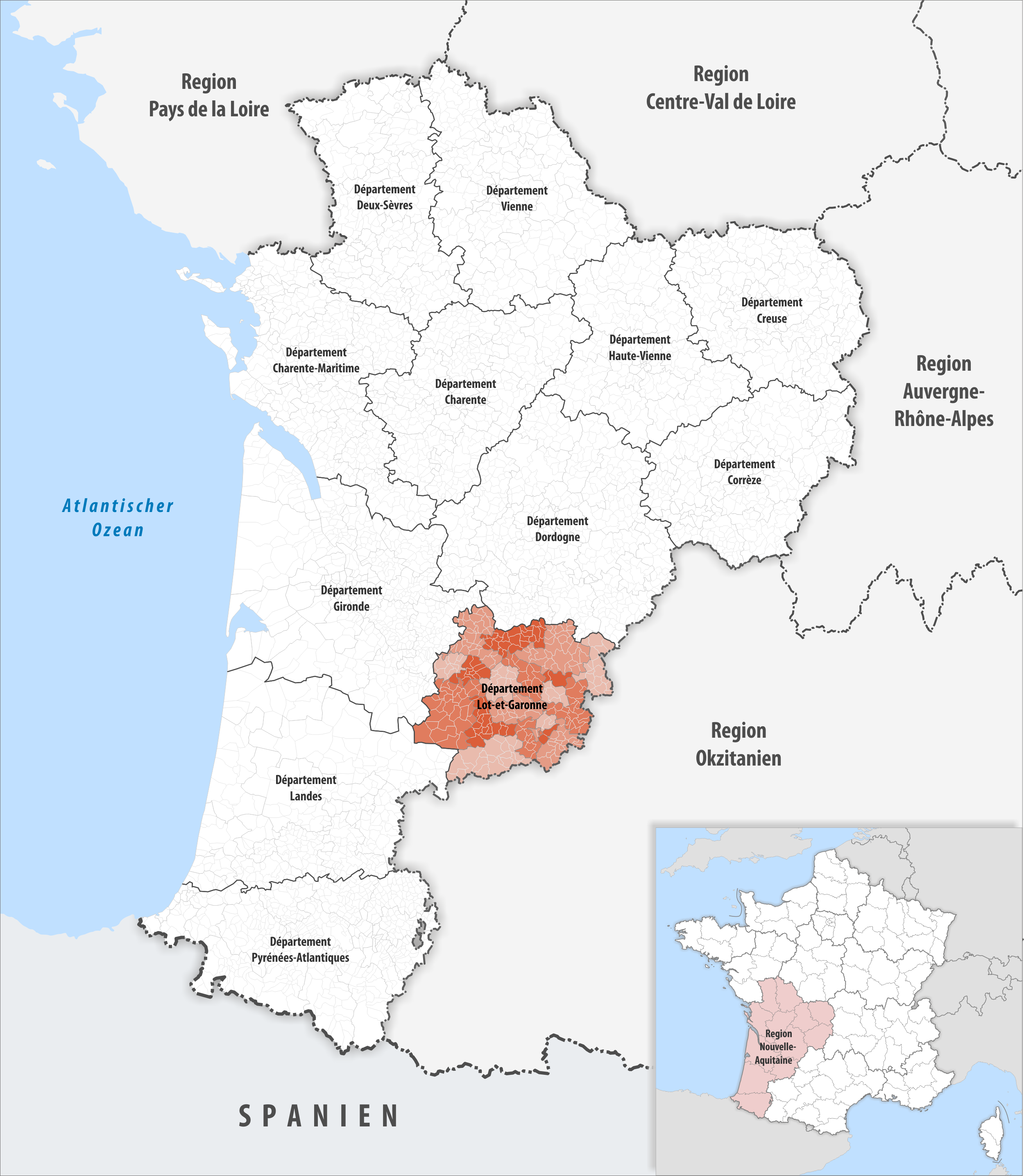
Lage des Départements Lot-et-Garonne in der Region Nouvelle-Aquitaine
Lage der Region Nouvelle-Aquitaine in Frankreich

## Liste
Bestand am 12. November 2022: 136
| Name deu / fra                                                          | Gemeinde / Lage                                   | Typ (Untertyp)       | Bemerkungen                                              | Bild |
| ----------------------------------------------------------------------- | ------------------------------------------------- | -------------------- | -------------------------------------------------------- | ---- |
| Schloss Aiguillon Château d'Aiguillon                                   | Aiguillon 44,301777° N, 0,337207° O               | Schloss              |                                                          |      |
| Burg Allemans-du-Dropt Château d'Allemans-du-Dropt                      | Allemans-du-Dropt 44,628872° N, 0,28936° O        | Burg                 | Ruine                                                    |      |
| Burg Ambrus Château d'Ambrus                                            | Ambrus 44,233654° N, 0,247613° O                  | Burg                 |                                                          |      |
| Schloss Andiran Château d'Andiran                                       | Andiran 44,098116° N, 0,27724° O                  | Schloss              |                                                          |      |
| Festes Haus Auzac Maison forte d'Auzac                                  | Lannes 44,013231° N, 0,32143° O                   | Burg (Festes Haus)   | Abgegangen, wurde später zu einem Gutshof                |      |
| Turm Avance Tour d'Avance                                               | Fargues-sur-Ourbise 44,2048° N, 0,14419° O        | Burg (Turm)          |                                                          |      |
| Schloss Barbaste Château de Barbaste                                    | Barbaste                                          | Schloss              |                                                          |      |
| Schloss Bazens Château de Bazens                                        | Bazens                                            | Schloss              |                                                          |      |
| Schloss Beauville Château de Beauville                                  | Beauville                                         | Schloss              |                                                          |      |
| Schloss Bégué Château de Bégué                                          | Lannes                                            | Schloss              |                                                          |      |
| Burg Birac Château de Birac                                             | Birac-sur-Trec                                    | Burg                 | Ruine                                                    |      |
| Schloss Blanquefort-sur-Briolance Château de Blanquefort-sur-Briolance  | Blanquefort-sur-Briolance                         | Schloss              |                                                          |      |
| Burg Boisverdun Château de Boisverdun                                   | Tombebœuf                                         | Burg                 | Ruine                                                    |      |
| Burg Bonaguil Château de Bonaguil                                       | Saint-Front-sur-Lémance 44,538342° N, 1,014197° O | Burg                 | Teilweise Ruine                                          |      |
| Schloss Bonrepos Château de Bonrepos (Monrepos)                         | Villeneuve-sur-Lot                                | Schloss              |                                                          |      |
| Schloss Le Bosc Château du Bosc                                         | Masquières                                        | Schloss              |                                                          |      |
| Schloss Le Bournac Château du Bournac                                   | Nérac                                             | Schloss              |                                                          |      |
| Schloss Le Bousquet Château du Bousquet                                 | Clermont-Dessous                                  | Schloss              |                                                          |      |
| Schloss Buzet-sur-Baïse Château de Buzet-sur-Baïse                      | Buzet-sur-Baïse                                   | Schloss              |                                                          |      |
| Herrenhaus Cabirol Manoir Cabirol                                       | Saint-Pastour                                     | Schloss (Herrenhaus) |                                                          |      |
| Schloss Calonges Château de Calonges                                    | Calonges                                          | Schloss              |                                                          |      |
| Schloss Canabazès Château de Canabazès (Canabasès)                      | Lacaussade                                        | Schloss              |                                                          |      |
| Burg Castelgaillard Château de Castelgaillard                           | Allez-et-Cazeneuve                                | Burg                 | Ruine                                                    |      |
| Burg Castelgaillard Château de Castelgaillard (Citerne de Magnac)       | Penne-d’Agenais                                   | Burg                 | Ruine aus der Zeit von Richard Löwenherz                 |      |
| Schloss Castelnoubel Château de Castelnoubel                            | Bon-Encontre                                      | Schloss              |                                                          |      |
| Burg Castillon-sur-Agen Château de Castillon-sur-Agen                   | Bon-Encontre                                      | Burg                 | Abgegangen                                               |      |
| Schloss Cauderoue Château de Cauderoue                                  | Nérac                                             | Schloss              |                                                          |      |
| Schloss Caudouin Château de Caudouin                                    | Roquefort                                         | Schloss              | Auf dem Gelände des Walygator Sud-Ouest Vergnügungsparks |      |
| Schloss Cauzac Château de Cauzac                                        | Cauzac                                            | Schloss              |                                                          |      |
| Festes Haus Charrin Maison forte de Charrin                             | Moncrabeau                                        | Burg (Festes Haus)   |                                                          |      |
| Burg Clermont-Dessous Château de Clermont-Dessous                       | Clermont-Dessous                                  | Burg                 | Ruine                                                    |      |
| Schloss Clermont-Soubiran Château de Clermont-Soubiran                  | Clermont-Soubiran                                 | Schloss              |                                                          |      |
| Schloss Combebonnet Château de Combebonnet                              | Engayrac                                          | Schloss              |                                                          |      |
| Burg Cuzorn Château de Cuzorn                                           | Cuzorn                                            | Burg                 | Ruine                                                    |      |
| Burg Dolmayrac Château de Dolmayrac                                     | Dolmayrac                                         | Burg                 | Ruine                                                    |      |
| Schloss Douazan Château de Douazan                                      | Nérac                                             | Schloss              |                                                          |      |
| Burg Duras Château de Duras                                             | Duras                                             | Burg                 |                                                          |      |
| Festes Haus Enferrus Maison forte de Enferrus                           | Lannes                                            | Burg (Festes Haus)   |                                                          |      |
| Burg Escalup Château d'Escalup                                          | Lamontjoie                                        | Burg                 | Ruine                                                    |      |
| Turm Escoute Tour d'Escoute                                             | Penne-d’Agenais                                   | Burg (Turm)          |                                                          |      |
| Burg Espiens Tour d'Espiens                                             | Espiens                                           | Burg (Turm)          | Ruine                                                    |      |
| Schloss Fals Château de Fals                                            | Fals                                              | Schloss              |                                                          |      |
| Burg Fauguerolles Donjon de Fauguerolles                                | La Croix-Blanche                                  | Burg (Turm)          | Ruine                                                    |      |
| Schloss Favols Château de Favols                                        | Bias                                              | Schloss              |                                                          |      |
| Schloss Ferrassou Château de Ferrassou                                  | Saint-Sylvestre-sur-Lot                           | Schloss              |                                                          |      |
| Schloss Ferrié Château Ferrié                                           | Penne-d’Agenais                                   | Schloss              |                                                          |      |
| Burg Fontirou Château de Fontirou                                       | Castella                                          | Burg                 | Ruine                                                    |      |
| Schloss Le Fréchou Château du Fréchou                                   | Fréchou                                           | Schloss              |                                                          |      |
| Schloss Frégimont Château de Frégimont                                  | Frégimont                                         | Schloss              | War später Rathaus und Grundschule                       |      |
| Burg Frespech Château de Frespech                                       | Frespech                                          | Burg (Kastelltyp)    | Entstanden 2. Hälfte des 13. Jahrhunderts, erhalten      |      |
| Schloss Fumel Château de Fumel                                          | Fumel                                             | Schloss              |                                                          |      |
| Burg Gavaudun Château de Gavaudun                                       | Gavaudun                                          | Burg                 | Ruine                                                    |      |
| Schloss Gontaud-de-Nogaret Château de Gontaud-de-Nogaret                | Gontaud-de-Nogaret                                | Schloss              |                                                          |      |
| Schloss Goulens Château de Goulens                                      | Layrac                                            | Schloss              |                                                          |      |
| Schloss Guillery Château de Guillery                                    | Pompiey                                           | Schloss              |                                                          |      |
| Turm Hautefage Tour d'Hautefage                                         | Hautefage-la-Tour                                 | Schloss (Wohnturm)   | War Wohnsitz der Bischöfe von Agen                       |      |
| Schloss Hordosse Château d'Hordosse (d'Hordesse)                        | Andiran                                           | Schloss              |                                                          |      |
| Schloss Lacam Château de Lacam                                          | Massels                                           | Schloss              |                                                          |      |
| Schloss Lacaze Château de Lacaze                                        | Labastide-Castel-Amouroux                         | Schloss              |                                                          |      |
| Schloss Ladhuie Château de Ladhuie                                      | Montayral                                         | Schloss              |                                                          |      |
| Schloss Lafaurie Château de Lafaurie                                    | Villebramar                                       | Schloss              |                                                          |      |
| Schloss Lafox Château de Lafox                                          | Lafox                                             | Schloss              | Ruine                                                    |      |
| Schloss Lagarde Château de Lagarde                                      | Grateloup-Saint-Gayrand                           | Schloss              |                                                          |      |
| Burg Lagrange-Monrepos Château de Lagrange-Monrepos                     | Nérac                                             | Burg                 |                                                          |      |
| Schloss La Grangerie Château de la Grangerie                            | Lannes                                            | Schloss              |                                                          |      |
| Schloss Lahitte Château de Lahitte                                      | Moncrabeau                                        | Schloss              |                                                          |      |
| Schloss Lamassas Château de Lamassas                                    | Hautefage-la-Tour                                 | Schloss              |                                                          |      |
| Schloss Lamothe Château de Lamothe                                      | Villeneuve-sur-Lot                                | Schloss              |                                                          |      |
| Schloss Lanauze Château de Lanauze                                      | Sainte-Marthe                                     | Schloss              |                                                          |      |
| Schloss Lapoujade Château de Lapoujade                                  | Saint-Vite                                        | Schloss              |                                                          |      |
| Schloss Lassalle Château de Lassalle                                    | Calignac                                          | Schloss              |                                                          |      |
| Schloss Lassalle Château de Lassalle                                    | Lannes                                            | Schloss              |                                                          |      |
| Schloss Lasserre Château de Lasserre                                    | Lasserre                                          | Schloss              |                                                          |      |
| Burg Laugnac Tour de Laugnac                                            | Laugnac                                           | Burg (Turm)          |                                                          |      |
| Schloss Lauzun Château de Lauzun                                        | Lauzun                                            | Schloss              |                                                          |      |
| Schloss Laval Château de Laval                                          | Trentels                                          | Schloss              |                                                          |      |
| Schloss Lunac Château de Lunac                                          | Aiguillon                                         | Schloss              |                                                          |      |
| Schloss Lustrac Château de Lustrac                                      | Trentels                                          | Schloss              |                                                          |      |
| Burg Madaillan Château de Madaillan                                     | Madaillan                                         | Burg                 | Ruine                                                    |      |
| Schloss Malvirade Château de Malvirade                                  | Grézet-Cavagnan                                   | Schloss              |                                                          |      |
| Schloss Marcellus Château de Marcellus                                  | Marcellus                                         | Schloss              |                                                          |      |
| Schloss Massanès Château de Massanès                                    | Villeneuve-sur-Lot                                | Schloss              |                                                          |      |
| Schloss Monbalen Château de Monbalen                                    | Monbalen                                          | Schloss              |                                                          |      |
| Burg Mongaillard Château de Mongaillard                                 | Montgaillard-en-Albret                            | Burg                 | Ruine                                                    |      |
| Schloss Monteton Château de Monteton                                    | Monteton                                          | Schloss              |                                                          |      |
| Schloss Montluc Château de Montluc                                      | Estillac                                          | Schloss              |                                                          |      |
| Schloss Muges Château de Muges                                          | Damazan                                           | Schloss              |                                                          |      |
| Schloss Nazelles Château de Nazelles                                    | Caudecoste                                        | Schloss              |                                                          |      |
| Schloss Nérac Château de Nérac                                          | Nérac                                             | Schloss              |                                                          |      |
| Schloss Noaillac Château de Noaillac                                    | Penne-d’Agenais                                   | Schloss              |                                                          |      |
| Schloss Parron Château de Parron                                        | Lannes                                            | Schloss              |                                                          |      |
| Schloss Pech-Redon Château de Pech-Redon                                | Puymirol                                          | Schloss              |                                                          |      |
| Burg Péchon Donjon de Péchon                                            | Saint-Antoine-de-Ficalba                          | Burg (Turm)          | Ruine                                                    |      |
| Burg Pépinès Château de Pépinès                                         | Hautefage-la-Tour                                 | Burg                 |                                                          |      |
| Schloss Perricard Château de Perricard                                  | Montayral                                         | Schloss              |                                                          |      |
| Schloss Le Plantey Château du Plantey                                   | Labastide-Castel-Amouroux                         | Schloss              |                                                          |      |
| Schloss Pomarède Château de Pomarède                                    | Moncrabeau                                        | Schloss              |                                                          |      |
| Schloss Poudenas Château de Poudenas                                    | Poudenas                                          | Schloss              |                                                          |      |
| Herrenhaus Prades Manoir de Prades                                      | Lafox                                             | Schloss (Herrenhaus) |                                                          |      |
| Schloss Puycalvary Château de Puycalvary                                | Dausse                                            | Schloss              |                                                          |      |
| Burg Puychagut Château de Puychagut                                     | Saint-Astier                                      | Burg                 | Ruine                                                    |      |
| Schloss Rigoulières Château de Rigoulières                              | Saint-Sylvestre-sur-Lot                           | Schloss              |                                                          |      |
| Herrenhaus Rocail Manoir de Rocail (Rocal)                              | Penne-d’Agenais                                   | Schloss (Herrenhaus) |                                                          |      |
| Schloss Le Rodier Château du Rodier                                     | Monclar                                           | Schloss              |                                                          |      |
| Schloss Rogé Château de Rogé                                            | Villeneuve-sur-Lot                                | Schloss              |                                                          |      |
| Schloss Roquefère Château de Roquefère                                  | Monflanquin                                       | Schloss              |                                                          |      |
| Burg Roquefort Château de Roquefort                                     | Roquefort                                         | Burg                 | Ruine                                                    |      |
| Schloss Roquepiquet Château de Roquepiquet                              | Verteuil-d’Agenais                                | Schloss              |                                                          |      |
| Herrenhaus Roudigou Demeure de Roudigou                                 | Cuzorn                                            | Schloss (Herrenhaus) |                                                          |      |
| Herrenhaus Roumat Manoir de Roumat                                      | Lannes                                            | Schloss (Herrenhaus) |                                                          |      |
| Schloss Saint-Christau Château Saint-Christau                           | Puch-d’Agenais                                    | Schloss              |                                                          |      |
| Schloss Saint-Denis Château Saint-Denis                                 | Sauveterre-Saint-Denis                            | Schloss              |                                                          |      |
| Burg Saint-Pastour Château de Saint-Pastour                             | Saint-Pastour                                     | Burg                 | Ruine                                                    |      |
| Schloss Saint-Pau Château de Saint-Pau                                  | Sos                                               | Schloss              |                                                          |      |
| Schloss Saint-Quentin Château de Saint-Quentin                          | Saint-Quentin-du-Dropt                            | Schloss              |                                                          |      |
| Schloss Saint-Sauveur Château Saint-Sauveur                             | Lafitte-sur-Lot                                   | Schloss              |                                                          |      |
| Schloss Saint-Sulpice Château de Saint-Sulpice                          | La Sauvetat-sur-Lède                              | Schloss              |                                                          |      |
| Königsturm Sainte-Livrade-sur-Lot Tour du Roy de Sainte-Livrade-sur-Lot | Sainte-Livrade-sur-Lot                            | Burg (Turm)          |                                                          |      |
| Schloss Sainte-Marthe Château de Sainte-Marthe                          | Sainte-Marthe                                     | Schloss              |                                                          |      |
| Schloss Sangruères Château de Sangruères                                | Villeneuve-sur-Lot                                | Schloss              |                                                          |      |
| Burg Sauveterre-la-Lémance Château des Rois ducs                        | Sauveterre-la-Lémance                             | Burg                 | Ruine                                                    |      |
| Schloss Seguinot Château de Seguinot                                    | Nérac                                             | Schloss              |                                                          |      |
| Schloss Le Sendat Château du Sendat                                     | La Réunion                                        | Schloss              |                                                          |      |
| Herrenhaus Le Suquet Manoir du Suquet                                   | Allez-et-Cazeneuve                                | Schloss (Herrenhaus) |                                                          |      |
| Schloss La Sylvestrie Château de la Sylvestrie                          | Villeneuve-sur-Lot                                | Schloss              |                                                          |      |
| Schloss Tasta Château de Tasta                                          | Nérac                                             | Schloss              |                                                          |      |
| Schloss Théobon Château de Théobon                                      | Loubès-Bernac                                     | Schloss              |                                                          |      |
| Burg Tombebouc Château de Tombebouc                                     | Allez-et-Cazeneuve                                | Burg                 |                                                          |      |
| Schloss La Tour de Rance Château de la Tour de Rance                    | Bourran                                           | Schloss              |                                                          |      |
| Schloss Touzeau Château de Touzeau                                      | Allez-et-Cazeneuve                                | Schloss              |                                                          |      |
| Schloss Trenqueléon Château de Trenqueléon                              | Feugarolles                                       | Schloss              |                                                          |      |
| Schloss Le Trichot Château du Trichot                                   | Thézac                                            | Schloss              |                                                          |      |
| Schloss Verteuil Château de Verteuil                                    | Verteuil-d’Agenais                                | Schloss              |                                                          |      |
| Schloss Villeneuve-de-Mézin Château de Villeneuve-de-Mézin              | Lannes                                            | Schloss              |                                                          |      |
| Schloss Virazeil Château de Virazeil                                    | Virazeil                                          | Schloss              |                                                          |      |
| Burg Xaintrailles Château de Xaintrailles                               | Xaintrailles                                      | Burg                 |                                                          |      |